# Крапинске-Топлице
Крапинске-Топлице (хорв. Krapinske Toplice) — община с центром в одноимённом посёлке на севере Хорватии, в Крапинско-Загорской жупании. Население 1282 человека в самом посёлке и 5358 человек во всей общине (2011). Подавляющее большинство населения — хорваты (98,9 %). В состав общины кроме административного центра входят ещё 16 деревень. Посёлок Крапинске-Топлице — бальнеологический курорт.
Посёлок находится в холмистой местности в Хорватском Загорье. В 7 км к северо-востоку находится город Крапина, в 8 км к северо-западу — Преграда, в 8 км к юго-западу — Кланьец и в 8 км к юго-востоку — Забок. Через Крапинске-Топлице проходят автодороги D507 Забок — Крапинске-Топлице — Преграда и D205 Крапинске-Топлице — Кланьец — Развор.
Посёлок известен своими термальными источниками (хорв. Toplice — источники). Термальные воды Крапинске-Топлице были известны ещё в римскую эпоху под именем «Aquae vivae». В 1772 году на источниках была построена первая купальня, это событие было описано Генрихом Кранцем, в 1808 году — вторая. В 1862 году Якоб Бадель выкупил обе купальни, открыл три новые и организовал санаторий. В 1956 году в Крапинске-Топлице открыта больница по медицинской реабилитации, в 1993 году — кардиологическая больница.
Приходская церковь Святой Троицы впервые упомянута в 1676 году, современное здание было построено в 1829 году.
Всего в посёлке 4 термальных источника минеральной воды с температурой 39-41 ºC.